# 警務處助理處長
警務處助理處長（英文：Assistant Commissioner of Police，縮寫：ACP）俗稱「水泡」，是香港警察職級其中一個憲委級職級，相當於首長級公務員薪級D2，為高級警官的級別；位於總警司之上，警務處高級助理處長之下。由於屬於香港警務處首長級人員，所以必須由香港特別行政區行政長官委任及在《香港政府憲報》中公佈。至2020年9月止，香港警務處共有16名警務處助理處長，其中6名警務處助理處長分別領導5個陸上總區及水警總區，及擔任總區指揮官；其餘10名警務處助理處長擔任香港警察總部內8個部的主管，及新設國家安全處的2名副主管。香港輔助警察隊副總監亦為警務處助理處長之一，由特首委任。現任輔警副總監（助理處長）為鄭文森。至2024年，香港警務處共有18名警務處助理處長。

## 歷史
香港警察職級乃參考自英國警銜，英國警銜則參考自英國軍銜，一般分為將軍、校尉、士官以及兵的職級。警務處助理處長為准將職級，一般負責擔任總區指揮官（英文：Regional Commander of Police，縮寫：RC或者RCP）及總部內十個部門的主管。

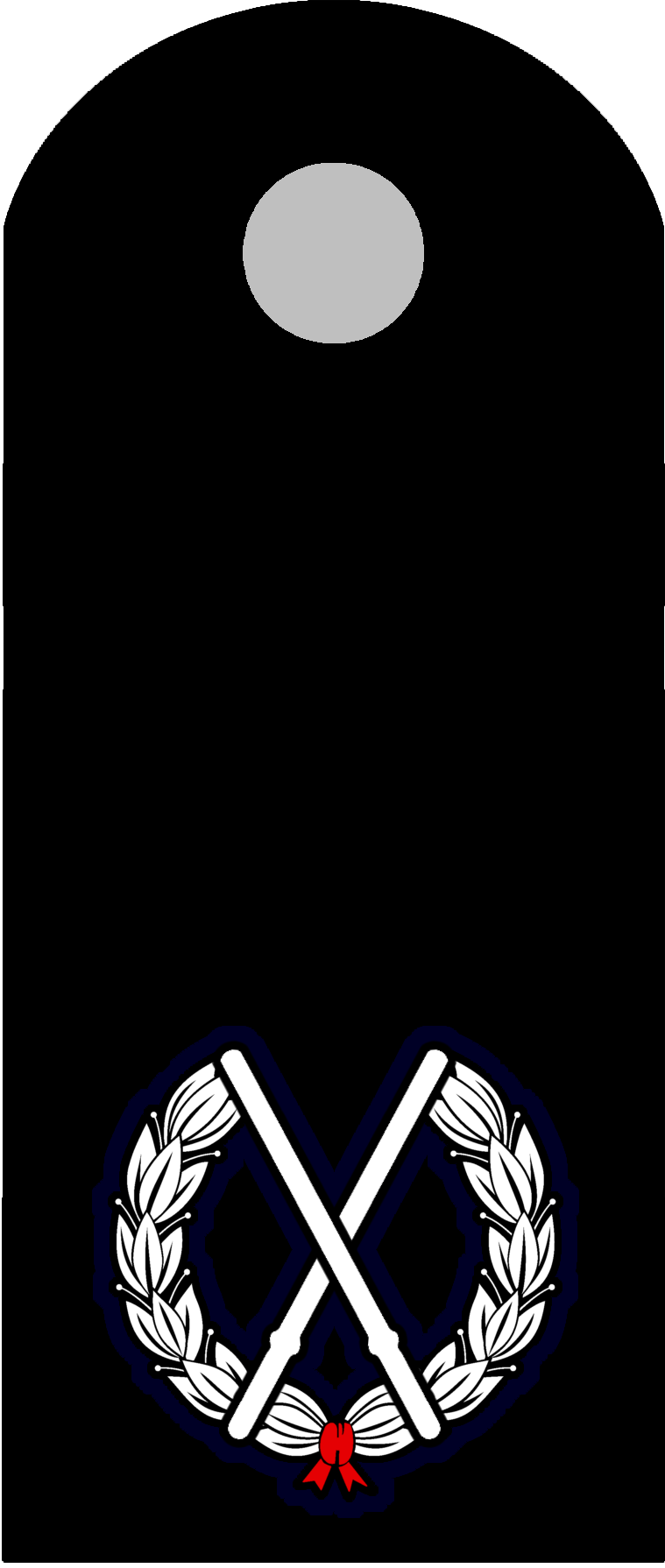
警務處助理處長肩章

## 徽章衣飾
警務處助理處長的襯衣為白色，領章繡上雙條紐紋，肩章上有一枚雙杖嘉禾花，警帽上有單條銀色葉片邊飾。在香港回歸前，其肩章類似水泡，故助理處長或會被俗稱為「水泡］。

## 著名助理處長
首任警務處助理處長為畢明達和衞理臣，於1948年10月1日獲委任。首位華人警務處助理處長為司徒志仁，於1977年3月25日獲委任。首位女性警務處助理處長為王梁錦珊，於1995年1月21日獲委任。
- 陶輝，前西九龍總區指揮官
- 莊定賢（水警總區指揮官），曾任警察機動部隊校長；主要負責反修例運動的現場指揮官之一。
- 郭嘉銓（港島總區指揮官），曾任 香港警務處警察公共關係科總警司及助理處長（公共關係），曾駐守尖沙咀警署及人事部，並在2019年11月19日起接替謝振中總警司，擔任警察公共關係科主要發言人之一。2025年更出任載通國際旗下九巴副執行董事
- 呂錦豪（行動），曾任東九龍總區指揮官
- 陳民德（人事）
- 卓振賢（香港島總區指揮官），機場保安有限公司助理行政總裁，在任警司期間因為大力打擊色情事業，獲得「鐵腕警司」綽號。
- 麥展豪（行動），後轉任新界北總區指揮官，再調任新界南總區指揮官
- 曾正科（新界北總區指揮官）
- 陳東（公共關係），曾任助理處長（保安）
- 陳綺麗（東九龍總區指揮官），後轉任支援，警察學院院長
- 卓孝業（西九龍總區指揮官），已退休，現任保安局副局長
- 黎德禮（新界南總區指揮官），已退休
- 何德承（水警總區指揮官），已退休
- 關翠貞（資訊系統）
- 曾艷霜（服務質素）
- 麥文本（東九龍總區指揮官），2004年退休。
- 張靜（警察學院前任院長）現任匯達交通服務、城巴助理行政總監
- 張德強（行動），已退休
- 郭浩輝
- 黃福全，已退休
- 鍾仕邦（服務質素），已退休。
- 李伯樂，已離職，現職帝國集團保安總監。
- 蘇錦成，已退休。曾任新界北總區指揮官，現職和記黃埔地產物業管理總經理。
- 貝彬，英裔，已退休
- 孟義勤，英裔
- 孔百德，英裔
- 麥國兆，英裔
- 江偉智，已退休，曾任西九龍總區副指揮官
- 劉志強，已退休，曾任職機場保安行政總裁。
- 許鎮德，已退休，曾任警務處助理處長（資訊系統）、警察公共關係科總警司，現職載通國際行政總監。
- 張之琛，曾駐守水警總部，已於2003年自殺身亡。藝人張之珏胞兄。
- 霍萬軍（行動），已退休
- 王梁錦珊，已逝世，曾任新界北總區指揮官
- 孫貴良，已退休
- 鄭耀武（行動），已退休
- 呂漢國，已退休，曾任新界南總區指揮官
- 鍾兆揚（刑事），獲譽為「商罪剋星」，已於2018年退休。於2019年下旬起任職交通銀行香港分部防範金融犯罪部總經理。
- 林文榮（資訊系統）及（支援）已於2017年離職，現任匡智會總幹事及兼任匡智松嶺村總監。
- 鍾詠敏（刑事），刑事情報科主管。
- 羅越榮（東九龍總區指揮官）
- 郭柏聰（前港島總區指揮官）
- 王忠巡（國家安全2）（警察學院前任院長），後轉任國家安全。
- 趙詠蘭（國家安全1），曾任人事部人力資源科總警司及駐守國家安全處